# Bryoptera cretata
Bryoptera cretata är en fjärilsart som beskrevs av W. Warren 1905. Bryoptera cretata ingår i släktet Bryoptera och familjen mätare. Inga underarter finns listade i Catalogue of Life.